# Paul Lieberstein
Paul Bevan Lieberstein (Westport, 22 febbraio 1967) è uno sceneggiatore, produttore televisivo e attore statunitense, noto soprattutto per aver interpretato Toby Flenderson in The Office, un ruolo che gli è valso due Screen Actors Guild Award per il miglior cast in una serie commedia nel 2006 e nel 2007.

## Biografia
Paul Lieberstein è nato a Westport, figlio di Judith e Stanley Lieberstein. Ha studiato economia all'Hamilton College e si è trasferito a New York subito dopo la laurea, lavorando part time nello studio legale del padre. Successivamente si trasferì a Los Angeles, dove ottenne il suo primo lavoro nel mondo dello spettacolo come sceneggiatore per una stagione di Clarissa. Ha lavorato come sceneggiatore anche per The Naked Truth e King of the Hill. Fu co-produttore esecutivo di venticinque episodi di The Drew Carey Show.
Nel 2005 si unì al cast di The Office, di cui divenne anche uno dei produttori esecutivi nel 2008. Scrisse anche la sceneggiatura di una dozzina di episodi della serie tra il 2005 e il 2013, oltre a dirigerne sette. Nel 2007 vinse il Writers Guild of America per la migliore sceneggiatura per l'episodio "The Job". Fu lo showrunner di The Office dalla quinta all'ottava stagione. Nel 2006 produsse ed interpretò lo spinoff The Office: Accountants, per cui vinse un Daytime Emmy Award.
Paul Lieberstein è sposato dal 2008 con Janine Serafin Poreba.

## Filmografia parziale

### Attore

#### Cinema
- La concessionaria più pazza d'America (The Goods: Live Hard, Sell Hard), regia di Neal Brennan (2009)

#### Televisione
- The Office - serie TV, 141 episodi (2005-2013)
- The Newsroom - serie TV, 2 episodi (2014)
- Togetherness - serie TV, 1 episodio (2016)
- The Mindy Project - serie TV, 1 episodio (2016)

### Regista
- The Office - serie TV, 7 episodi (2007-2013)
- The Newsroom - serie TV, 1 episodio (2013)
- The Mindy Project - serie TV, 3 episodi (2013-2014)
- Ghosted - serie TV, 1 episodio (2018)

### Sceneggiatore
- Clarissa - serie TV, 1 episodio (1992)
- The Naked Truth - serie TV, 3 episodi (1995-1996)
- King of the Hill - serie TV, 12 episodi (1997-2000)
- The Drew Carey Show - serie TV, 3 episodi (2000-2001)
- The Bernie Mac Show - serie TV, 2 episodi (2002-2003)
- Dead Like Me - serie TV, 2 episodi (2003)
- The Office - serie TV, 16 episodi (2005-2013)
- Ghosted - serie TV, 1 episodio (2018)
- Space Force - serie TV, 2 episodi (2020)
- The Paper - serie TV, 1 episodio (2025)

### Produttore
- King of the Hill - serie TV, 50 episodi (1998-2000)
- The Drew Carey Show - serie TV, 27 episodi (2000-2001)
- The Bernie Mac Show - serie TV, 22 episodi (2002-2003)
- The Office - serie TV, 166 episodi (2005-2013)
- The Newsroom - serie TV, 6 episodi (2014)
- Ghosted - serie TV, 6 episodi (2018)

## Doppiatori italiani
- Giuliano Bonetto in The Office